# Diaulomorpha pulchra
Diaulomorpha pulchra är en stekelart som först beskrevs av Girault 1913.  Diaulomorpha pulchra ingår i släktet Diaulomorpha och familjen finglanssteklar. Inga underarter finns listade i Catalogue of Life.